# Guillaume-Ghislain De Nauw
Guillaume-Ghislain De Nauw, né le 14 juin 1880 à Grammont et y décédé le 25 mars 1956 fut un sénateur socialiste belge.
De Nauw fut simple ouvrier, puis employé et administrateur de coopératives ouvrières.
Il fut élu député de l'arrondissement d'Alost (1919-21), sénateur (1921-54), conseiller communal (1921-52), échevin de l'Instruction publique (1921-26) et bourgmestre (1927-52) de Grammont.
Il fut créé grand-officier de l'ordre de Léopold.